# 1872
Cette page concerne l'année 1872 (MDCCCLXXII en chiffres romains) du calendrier grégorien.
L'année 1872 est une année bissextile qui commence un lundi.

## Événements

### Afrique
- 21 janvier : le ras du Tigré Cassa est couronné à Aksoum, négus d’Éthiopie (fin en 1889) après quatre années de querelles de succession sous le nom de Yohannès IV[1]. Il se fait construire un palais à Mékélé, sur le plateau du Tigré. Yohannès oppose à la politique de centralisation de Théodoros II une large décentralisation administrative et politique qui reconnaît une grande autonomie à l’aristocratie, en particulier au ras Ménélik II du Choa (1878) et au ras Adal de Godjam (1880).

- 26 février : Nachtigal part de Kuka, capitale du Bornou, pour une expédition au Baguirmi[2] ; deà Kuka de septembre à mars 1873, il visite ensuite le Ouadaï et le Kordofan et rejoint Khartoum en août 1874[3].

- 6 avril : Elmina est cédée au Royaume-Uni par les Néerlandais[4].
- 15 avril : un ouragan dévaste Zanzibar[5]. Le prix des clous de girofle augmente brutalement.
- Avril : la Tripolitaine et la Cyrénaïque sont réunies sous le gouvernement unique de ‘Ali Riza Pacha[6].

- 14 mai, Grands Lacs : les armées du khédive dirigées par Samuel Baker prennent possession du Bounyoro[7]. Elles battent les forces du roi Kabarega à Masindi le 8 juin, mais doivent se retirer après de lourdes pertes[8].

- 25 juin : Werner Münzinger nommé gouverneur de Massaoua en juillet 1871 par le khédive d’Égypte, étend son autorité sur Keren, en Éthiopie[9].

- 1er décembre : pour la première fois, la colonie du Cap est dotée d’un gouvernement local responsable. John Charles Molteno devient Premier ministre (fin en 1878)[10].

- Le Sarakollé Samori Touré installé à Sanankoro, se fait proclamer roi[11]. Ce dyula musulman sorti du rang conquiert les petits États de la région et fonde l’Empire wassoulou en 1878.

- Apparition du mouvement religieux Kiyoka (Incendie) au Kongo[12].
- Soudan : l’aventurier  Muhammad al-Bulalawi est vaincu et tué par le prince marchand Zubeir Pacha. Le khédive doit reconnaître son pouvoir et le nomme gouverneur du Bahr el-Ghazal en 1873[13].

### Amérique
- 9 janvier, Guerre de la Triple Alliance : paix signé à Asuncion entre le Brésil et le Paraguay, qui précise, à l’avantage du Brésil, le tracé de la frontière commune[14]. L’Argentine prétend être trahie. Le Brésil est épuisé par la guerre.
- 6 avril : fin de la guerre civile en Uruguay[15].
- 18 juillet : mort de Benito Juárez, président de la république du Mexique. Son successeur, le libéral Sebastián Lerdo de Tejada ne parvient pas à s’imposer (fin en 1876)[16]. Profitant de ses difficultés, le général Porfirio Díaz, qui avait échoué dans sa tentative de renverser Juárez en 1871, recommence à fomenter une nouvelle rébellion (10 janvier 1876).

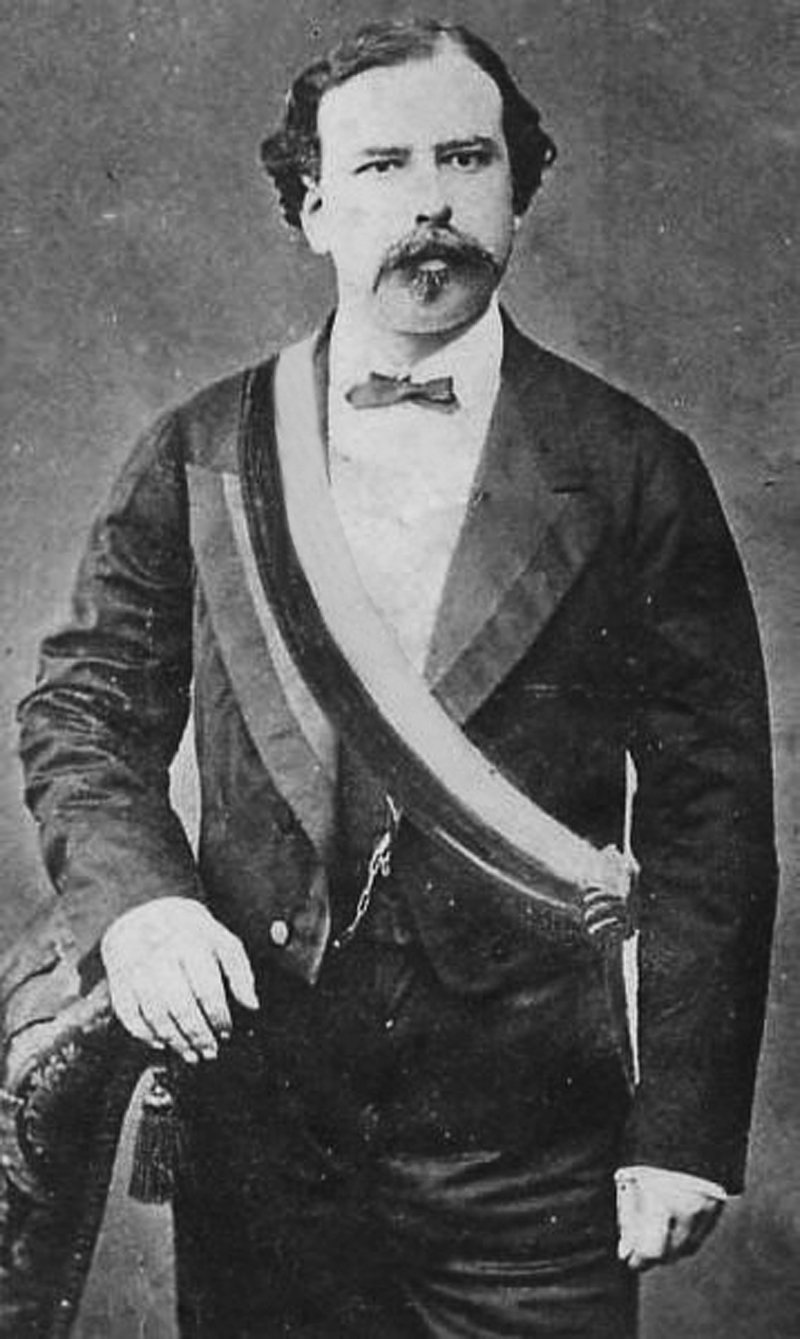
2 août : Manuel Pardo président du Pérou.

- 2 août : Manuel Pardo est élu président de la république du Pérou après l’assassinat de son prédécesseur Balta (fin en 1876)[17]. Son élection met un terme à une série de coups d’État militaires. Pour la première fois, un civil est appelé à gouverner le Pérou. Les « civilistes » héritent d’une situation économique catastrophique.
  - Le guano, engrais naturel, assure la principale richesse du Pérou jusque dans les années 1870 (plus de 1 100 millions de francs-or en 25 ans). Mais en ne vivant que sur cette ressource et la perception des droits de douane, l’État est lourdement endetté lorsque Manuel Pardo arrive au pouvoir (35 millions de livres). L’épuisement des réserves de guano et l’entrée en guerre du Pérou contre le Chili provoqueront l’asphyxie du pays.

### Asie et Pacifique
- 20 janvier : mutinerie de l’arsenal de Cavite aux Philippines, qui donne lieu à une violente répression du mouvement révolutionnaire[18]. De nombreux Philippins sont influencés par les idées républicaines et humanitaires à travers la maçonnerie.

- 8 février : assassinat de lord Mayo, vice-roi des Indes, par Sher Ali, un ancien prisonnier wahhabite qui justifie son geste en protestant contre l’emprisonnement du chef de la secte, Emir Khan[19].
- 17 février : l’exécution aux Philippines, après un simulacre de procès, de trois prêtres libéraux — dont le missionnaire espagnol José Burgos[20], porte parole des indigènes philippins lors de la première révolution anti-coloniale en 1864 — accusés d’avoir fomenté une mutinerie à Cavite suscite une révolte populaire.

- 25 avril[21] : intervention ottomane au Yémen devant la présence britannique à Aden. Les troupes ottomanes établissent un protectorat sur l’imanat de San'a et contraignent à la fuite l’iman Al-Mutawakkil[22]. Une estimation des ressources agricoles et des capacités fiscales est effectuée.
- 28 avril, Chine : reddition des dernières troupes de la révolte des Miao, battues à Lei Gong Shan par les troupes impériales. Les chefs Zhang Xiumei et Gao He, capturés, sont torturés à mort à Changsha, dans le Hunan le 14 juillet. En décembre 1873, le gouvernement chinois déclare que le Guizhou est pacifié[23].

- 22 mai : Rauf Pacha succède à Midhat Pacha au gouvernorat de Bagdad (fin en 1874)[24].
- Juin, Palestine : création du mutessarafiat de Jérusalem[25], comprenant les territoires allant de Ramallah-Jaffa, au nord, jusqu’à l’Égypte, au sud. Il relève désormais directement des autorités de Constantinople. Jusque-là, la Judée et la Samarie relevaient de l’administration de Damas, alors que la Galilée relevait de Beyrouth.

- 9 juillet : incident du María Luz, incident diplomatique entre le gouvernement japonais et le Pérou à propos du sort de travailleurs forcés chinois prisonniers sur un navire marchand faisant halte à Yokohama[26].
- 18 juillet : Indian Christian Marriage Act en Inde[27]. Le mariage autochtone est autorisé (mariage civil). La loi autorise les unions interreligieuses et intercastes.

- 22 août : achèvement de la première ligne télégraphique transaustralienne, connectée avec Londres le 22 octobre après la réparation du câble sous-marin[28]

- 4 septembre : promulgation du Gakusei, « décret sur l’éducation » au Japon. Institution de l’enseignement primaire obligatoire pour six ans pour les enfants des deux sexes[29].

- 2 novembre, Japon : « décret sur les femmes d’Art et l’interdiction de la prostitution» ; les contrats de travail asservissants sont officiellement supprimés y compris dans le cadre de contrats d’apprentissage[30].

- 23 novembre : 
  - le commissaire impérial chinois présente ses excuses au président Adolphe Thiers pour le massacre des Français à Tianjin en 1870[31].
  - début de la première expédition du colonel russe Nikolai Prejevalsky dans le nord du Tibet (fin le 10 février 1873)[32].

- 25 décembre, Chine : Du Wenxiu (en), le chef de la rébellion musulmane du Yunnan se rend au général Qing, espérant éviter le massacre des habitants de Dali assiégée. Il est exécuté, mais trois jours plus tard le général Qing fait tuer tous ses généraux et lance la cavalerie mandchoue dans la ville[33].

### Europe
- 2 février : vol d'essai de l'Aérostat dirigeable Dupuy de Lôme.
- 29 février : tentative d’attentat d’Arthur O’connor contre la reine Victoria du Royaume-Uni[34].

- 11 mars, Allemagne : Schulaufsichtsgesetz. Une loi scolaire enlève toutes ses attributions à l’Église catholique en matière d’enseignement et de culture et le département catholique au sein du ministère des Cultes de Prusse est supprimé[35].
  - Kulturkampf, en Allemagne : entre 1872 et 1875, Bismarck fait adopter une série de mesures législatives qui aboutissent à l’expulsion des Jésuites et à la fermeture de leurs établissements, à un contrôle des autorités sur la formation et la nomination du clergé, à une limitation du pouvoir des évêques, à la laïcisation de l’état civil. Ces mesures provoquent une vive réaction des fidèles, du Zentrum (parti catholique) et du pape Pie IX.

- 3-6 avril : élections législatives anticipées en Espagne, qui ouvrent une crise politique : convaincu de fraude, Sagasta doit démissionner et céder la place à Serrano le 26 mai, puis à Ruis Zorilla le 13 juin[36].

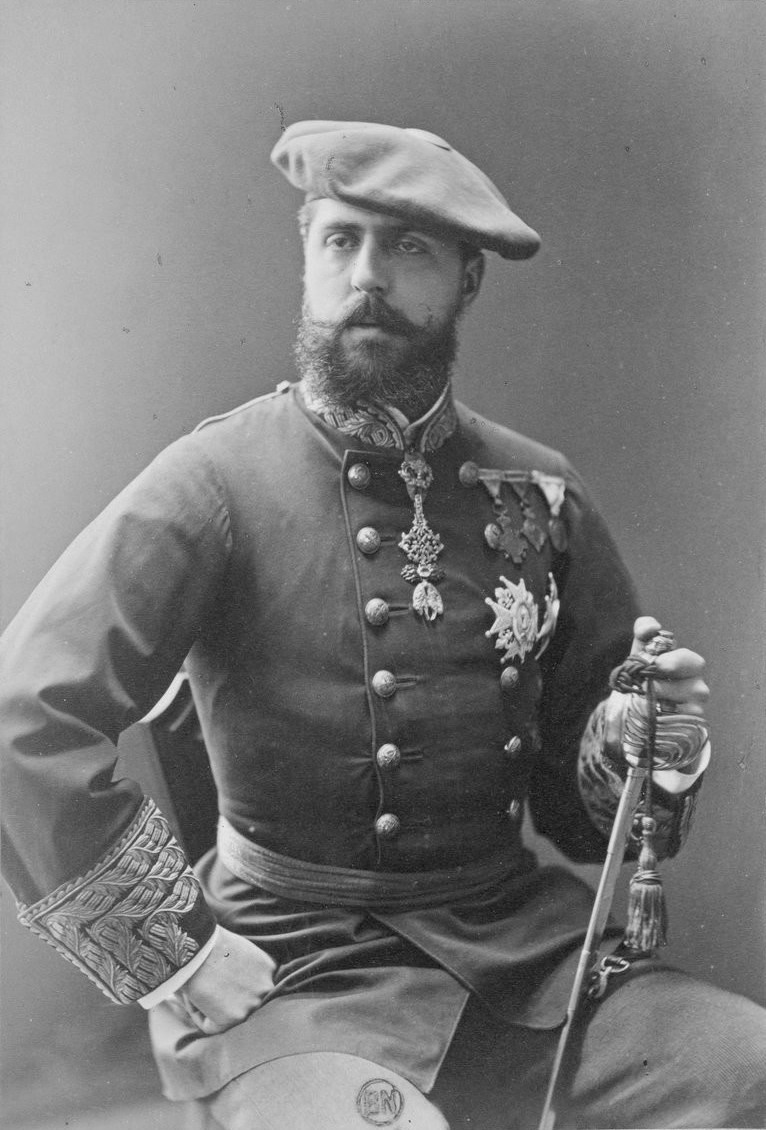
« Charles VII », duc de Madrid.

- 21 avril-24 mai, Espagne : les carlistes dénoncent la fraude électorale et prennent les armes[36]. Début de la troisième guerre carliste (fin en 1876) : soulèvement de provinces du nord conduit par « Charles VII », « duc de Madrid » (1848-1909), petit-fils de don Carlos, qui se proclame roi le 2 mai.
- 29 avril-5 mai : l’organisation révolutionnaire intérieure bulgare, réunie à Bucarest[37], adopte son programme de lutte : « libérer la Bulgarie par une révolution morale et par les armes » ;

- 29 mai : fondation de l’Université Babeș-Bolyai de Koloszvár en Hongrie[38].

- 24 juin, Royaume-Uni : discours de Disraeli au Palais de Cristal, énonçant le programme des Conservateurs en trois points : défendre les institutions du pays, travailler à la grandeur impériale, et améliorer la condition du peuple. Disraeli entend créer la Fédération impériale, en faisant des colonies les unités autonomes d’un Empire formant une union douanière. Les terres non occupées des colonies doivent être réservées aux Anglais, un organe central à Londres assurant la coordination des opérations. La préservation de l’Empire passe par son expansion[39].

- 4 juillet : interdiction de l’ordre des Jésuites en Allemagne (Kulturkampf)[35].
- 18 juillet, Royaume-Uni : Ballot act. Le secret du vote est introduit pour les élections législatives[40].

- 6 août, Royaume-Uni : la réforme de l’enseignement de 1870 est étendue à l’Écosse[41].
- 10 août, Royaume-Uni : Licensing Act sur la consommation d’alcool[42].

- 2-7 septembre : scission entre Bakouninistes et Marxistes au Congrès de l'Association internationale des travailleurs à La Haye[43].
  - Agitation fédéraliste et anarchiste dans les régions méditerranéennes en Espagne. Répression. Scission de la fédération régionale entre Bakouninistes et marxistes. Paul Lafargue, gendre de Marx fonde à Madrid en avril la Nouvelle Fédération madrilène[44].

- 7 septembre : entrevue des trois empereurs (Autriche-Hongrie, Allemagne, Russie) à Berlin. Ils s’entendent sur le principe d’une assistance mutuelle en cas d’agression par une tierce puissance. Bismarck, qui redoute que la France ne constitue une alliance antiprussienne avec certains autres pays d’Europe a provoqué cette réunion[45].
- 10 septembre : au synode de Constantinople, le patriarche de l’Église orthodoxe déclare schismatique l’Église bulgare (pour phylétisme)[46]. Cette décision est soutenue par la Grèce qui craint l’influence russe dans la région.
- 18 septembre : début du règne d’Oscar II, roi de Suède et de Norvège[47] (fin en 1907).

- 26 octobre, Allemagne : le Reichstag décide la germanisation de la Posnanie, slavophone. L’emploi de l’allemand devient obligatoire à l’université[48].
- Octobre : fondation de l’Association générale de tous les travailleurs de Roumanie[49], à la suite des grèves de 1868 dans les port de la mer Noire et les ateliers de Temesvar et de Bucarest.

- nuit du 12 au 13 novembre, une onde de tempête ravage les côtes de la Baltique du Danemark à la Poméranie ; avec une montée des eaux de 3,30 m, c'est la plus violente tempête connue à ce jour en mer Baltique[50].

- 5 décembre : cabinet József Szlávy  en Hongrie après la démission de Menyhért Lónyay, accusé de corruption[51]. Rapprochement entre le parti libéral, signataire du compromis de 1867 et le parti de l’indépendance aux élections législatives.
- 15 décembre : Création du Cercle Industriel à Leuven. Celui-ci vise à créer un lien entre les étudiants ingénieurs de l'université catholique de Louvain et les entreprises. Le premier président du cercle était un membre du corps enseignant[52].

- Suppression des corporations en Slovaquie[53].

## Naissances en 1872

### Janvier
- 2 janvier : Hildur Hult, peintre suédoise († 8 avril 1904).
- 3 janvier : Alfred Eberling, peintre, graveur et photographe polonais puis soviétique († 18 janvier 1951).
- 4 janvier : Matija Jama, peintre serbe puis yougoslave († 6 avril 1947).
- 7 janvier : Michel-Auguste Colle, peintre français († 15 septembre 1949).
- 15 janvier : Lutfi Al-Sayyid, journaliste et homme politique égyptien († 5 mars 1963).
- 16 janvier : Henri Büsser, organiste, compositeur et chef d'orchestre français († 30 décembre 1973).
- 17 janvier : Gudmund Schütte, philologue et historien danois († 12 juillet 1958).
- 20 janvier : Ștefan Popescu, peintre, dessinateur et graveur roumain († 1948).
- 24 janvier : 
  - Constantin Bogaïevski, peintre russe puis soviétique († 17 février 1943).
  - Carlo Sforza, diplomate et homme politique italien († 4 septembre 1952).
- 27 janvier :
  - Paul Antoine Hallez, peintre français († 7 octobre 1965).
  - Etienne Mondineu, peintre français († 28 juillet 1940).
- 29 janvier : Sosthène Weis, architecte et peintre luxembourgeois († 28 juillet 1941).

### Février
- 2 février : Valentin Sellier, peintre français († septembre 1932).
- 4 février : Octav Băncilă, peintre roumain († 3 avril 1944).
- 5 février : René Leverd, aquarelliste , affichiste et illustrateur français († 30 mai 1938).
- 11 février : Amédée Féau, peintre, graveur et illustrateur français († 19 septembre 1952).
- 13 février : Léon Schulz, peintre, graveur, illustrateur, aquarelliste et sculpteur français († 19 novembre 1969).
- 14 février : Mario Abbiate, homme politique italien († 5 juin 1954).
- 15 février : Edgard Bouillette, peintre français († 5 septembre 1960).
- 18 février : Fernand Halphen, compositeur français († 16 mai 1917).
- 22 février : John Maynard Hedstrom, homme d'affaires et homme politique fidjien († 2 juin 1951).
- 24 février : Hans Junkermann, acteur allemand († 12 juin 1943).
- 25 février : Vincent Volckaert, homme politique belge († 12 février 1939).
- 28 février : Mehdi Frashëri, homme politique albanais († 25 mai 1963).

### Mars
- 3 mars : Vilhelms Purvītis, peintre letton († 14 janvier 1945).
- 6 mars : Michel Simonidy, peintre, illustrateur, décorateur et affichiste roumain († 7 février 1933).
- 7 mars :
  - Louis Jourdan, peintre français († 3 mai 1948).
  - Piet Mondrian, peintre néerlandais († 1er février 1944).
- 14 mars :
  - Oleksa Novakivskyi, professeur d'art et peintre russe puis soviétique († 29 août 1935).
  - Émile Vernon,  peintre français († 31 janvier 1920).
- 15 mars :
  - Harry Holman, acteur américain († 3 mai 1947).
  - Friedrich Wichtl, homme politique et essayiste austro-hongrois puis autrichien († 29 juillet 1922).
- 17 mars :
  - Victor-Oscar Guétin, peintre français († 1er novembre 1916).
  - Ivan Nikolaïevitch Pavlov, graveur et peintre russe puis soviétique († 30 août 1951).
- 19 mars : Serge Diaghilev,  organisateur de spectacles, critique d'art, protecteur des artistes, impresario de ballet russe († 1er mars 1929).
- 23 mars :
  - Arthur Farwell, compositeur, pédagogue, lithographe, éditeur de musique et chef d'orchestre américain († 20 janvier 1952).
  - Michael Savage, omme politique néo-zélandais († 27 mars 1940).
- 24 mars : Pascal Forthuny, homme de lettres, critique d'art, sinologue, peintre et musicien français († 29 avril 1962).
- 27 mars : Mary MacSwiney, députée indépendantiste et féministe irlandaise († 8 mars 1942).
- 28 mars : José Sanjurjo, militaire espagnol († 20 juillet 1936).

### Avril
- 1er avril : Henri Goussé, peintre, affichiste et illustrateur français († 22 novembre 1914).
- 3 avril : Arthur Byron, acteur américain († 17 juillet 1943).
- 9 avril : Léon Blum, homme politique français († 30 mars 1950).
- 10 avril : Hector Dumas, peintre et illustrateur français († 27 septembre 1965).
- 11 avril :
  - Romolo Bacchini, peintre, musicien, poète et réalisateur, pionnier du cinéma italien († 27 mars 1938).
  - Mary Young Hunter, peintre néo-zélandaise († 8 septembre 1947).
- 12 avril :
  - Jeanne Bardey, sculptrice, graveuse et peintre française († 13 octobre 1954).
  - Nikola Mushanov, homme politique bulgare († 10 mai 1960).
- 18 avril : Léon Galand, peintre et illustrateur français († 4 novembre 1951).
- 25 avril : 
  - Matthew Kadalikattil, prêtre catholique indien, vénérable († 23 mai 1935).
  - Joseph Oberthur, peintre, dessinateur et écrivain français († 5 octobre 1956).
- 26 avril : Ľudmila Podjavorinská, écrivaine slovaque († 2 mars 1951).
- 30 avril :
  - Borghild Arnesen, peintre et orfèvre norvégienne († 2 septembre 1950).
  - Henri Hirschmann, compositeur français († 3 novembre 1961).

### Mai
- 3 mai : Park Jung-yang, homme politique et philosophe coréen († 23 avril 1959).
- 5 mai : Georges Grente, cardinal français, archevêque du Mans († 4 mai 1959).
- 10 mai : Marcel Mauss, ethnologue français († 1er février 1950).
- 11 mai : Marcel-Lenoir, peintre, fresquiste, bijoutier, enlumineur, graveur et dessinateur français († 6 septembre 1931).
- 14 mai : 
  - Elia Dalla Costa, cardinal italien, archevêque de Florence († 22 décembre 1961).
  - Jean-Bernard Descomps, peintre et sculpteur français († 10 août 1948).
  - Marcel Renault, constructeur d'automobiles français († 26 mai 1903)[54].
- 17 mai : Raymond Bigot, sculpteur animalier et peintre français († 26 avril 1953).
- 18 mai : Bertrand Russell, mathématicien, philosophe et moraliste, prix Nobel de littérature 1950 († 2 février 1970).
- 21 mai : Paul Rehkopf, acteur allemand († 27 juin 1949).
- 24 mai : Charles Alfred Le Moine,  peintre français († 24 décembre 1918).
- 27 mai : Max Touret, ingénieur et peintre français († 26 février 1963).
- 30 mai :
  - Bronisław Gembarzewski, colonel du génie militaire polonais, peintre de bataille, historien militaire et directeur du Musée national de Varsovie et du Musée de l'Armée polonaise († 11 décembre 1941).
  - Paul-Émile Janson, homme politique belge († 3 mars 1944).
- 31 mai : Charles Greeley Abbot, astronome américain († 17 décembre 1973).

### Juin
- 2 juin : Orneore Metelli, peintre italien († 26 novembre 1938).
- 5 juin : André Suréda, peintre, dessinateur, graveur et illustrateur français († 7 janvier 1930).
- 7 juin :
  - Rodolphe d'Erlanger, peintre et musicologue britannique († 29 octobre 1932).
  - Alfred Lévy, peintre aquarelliste français († 14 février 1965).
- 8 juin :
  - Égide-Charles Bouvier, homme politique belge († ?).
  - Albert Huyot, peintre et dessinateur français († 29 novembre 1968).
  - Léon Kamir Kaufmann, peintre polonais († 27 mai 1933).
  - Francesco Morano, cardinal italien († 12 juillet 1968).
- 21 juin : Alphonse Lalauze, peintre et illustrateur français († 26 mai 1941).
- 22 juin : Fred Esmelton, acteur américain d'origine australienne († 23 octobre 1933).
- 26 juin : Marguerite Burnat-Provins, écrivaine, peintre et dessinatrice française († 20 novembre 1952).
- 27 juin : Cosme de la Torriente y Peraza, soldat, homme politique, juriste et homme d'État cubain († 7 décembre 1956).
- 28 juin : Pierre-Louis Cazaubon, peintre décorateur français de genre, de paysages et de marine († 1950).
- 29 juin : Louis Reguin, peintre et graveur suisse († 22 décembre 1948).

### Juillet
- 1er juillet : Louis Blériot, constructeur d'avions et pilote français († 2 août 1936).
- 4 juillet : Calvin Coolidge, président des États-Unis († 5 janvier 1933).
- 7 juillet : Joan Lamote de Grignon, chef d'orchestre et compositeur espagnol († 11 mars 1949).
- 9 juillet : Montéhus, chansonnier français († 31 décembre 1952).
- 15 juillet : Jean Dargassies, coureur cycliste français († 7 août 1965).
- 16 juillet :
  - Roald Amundsen, explorateur norvégien († 18 juin 1928).
  - Rubaldo Merello, peintre et sculpteur italien († 31 janvier 1922).
- 18 juillet : Charles Milcendeau, peintre français († 1er avril 1919).
- 20 juillet : 
  - Albert Frederick Calvert, écrivain, ingénieur et explorateur britannique actif en Australie († 27 juin 1946).
  - Déodat de Séverac, compositeur français († 24 mars 1921).
- 26 juillet : Albert Bertelin, compositeur français († 19 juin 1951).
- 27 juillet : Charles Belcher, acteur américain († 10 décembre 1943).
- 29 juillet : Ernest Jean-Marie Millard de Bois Durand, peintre, aquarelliste et dessinateur français († 18 janvier 1946).

### Août
- 1er août : Henry d'Estienne, peintre français († 11 mars 1949).
- 4 août : Émile Forget, contre-amiral français († 7 janvier 1956).
- 5 août :
  - Georges Griois, peintre français († 27 novembre 1944).
  - Ermen Parini, peintre française († 4 août 1926).
- 8 août : Ferdinand Quénisset, astronome français spécialisé dans l'astrophotographie († 8 avril 1951).
- 10 août : Lucien Ott, peintre, décorateur et dessinateur d'ameublement français († 21 juin 1927).
- 16 août :
  - Jane Atché, peintre et affichiste française († 6 février 1937).
  - Siegmund von Hausegger, compositeur et chef d'orchestre autrichien († 10 octobre 1948).
- 18 août :
  - René Auberjonois, peintre suisse († 11 octobre 1957).
  - Daniel Boon, homme politique belge († 17 août 1939).
- 19 août : Théophile de Donder, physicien, mathématicien et chimiste belge († 11 mai 1957).
- 21 août :
  - Aubrey Beardsley, graveur et dessinateur britannique († 15 mars 1898).
  - Venceslas Dédina, graveur, peintre et sculpteur français d'origine austro-hongroise († 24 août 1945).
- 24 août : Leo Schrattenholz, violoncelliste, pédagogue et compositeur allemand († 11 avril 1955).
- 27 août : Giovanni Battista Nasalli Rocca di Corneliano, cardinal italien, archevêque de Bologne († 13 mars 1952).

### Septembre
- 1er septembre : Pierre-Ernest Dalbouze, ingénieur, industriel et homme d'affaires († 27 novembre 1936).
- 5 septembre : V. O. Chidambaram Pillai, avocat, écrivain et syndicaliste nationaliste indien et tamoul († 18 novembre 1936).
- 7 septembre : Wilhelm Henie, spécialiste norvégien du cyclisme sur piste et du patinage de vitesse († 10 mai 1937).
- 8 septembre : Gustave Maunoir, peintre suisse († 13 avril 1943).
- 9 septembre : Edward Hill, compositeur américain († 9 juillet 1960).
- 12 septembre : Lionello Balestrieri, peintre italien († 25 octobre 1958).
- 14 septembre : Laura Leroux-Revault, peintre française († juin 1936).
- 17 septembre : Paul Perrelet, peintre suisse († 19 avril 1965).
- 18 septembre :
  - Charles Atamian, peintre français d'origine arménienne († 30 juillet 1947).
  - Adolf Schmal, coureur cycliste autrichien († 28 août 1919).
- 22 septembre : Octave Denis Victor Guillonnet, peintre français († 25 septembre 1967).
- 23 septembre : Dominique Peyronnet, peintre français († 25 mars 1943).
- 24 septembre : Alexandre-Mathurin Pêche, peintre et sculpteur français († 5 avril 1957).
- 26 septembre : Ottokar Czernin, diplomate et homme politique austro-hongrois († 4 avril 1932).

### Octobre
- 1er octobre : Boris Zvorykine, peintre, illustrateur et traducteur russe puis soviétique († 1942 ou 1945).
- 2 octobre :
  - Roberto Bencivenga, général et homme politique italien († 24 octobre 1949).
  - Estácio Coimbra, avocat et homme d'État brésilien († 9 novembre 1937).
  - Henri Evenepoel, peintre belge († 27 décembre 1899).
  - Camille Varlet, peintre français († 14 décembre 1952).
- 3 octobre : William P. Carleton, acteur britannique († 6 avril 1947).
- 4 octobre :
  - Ernest Fourneau, chimiste et pharmacologue français († 5 août 1949).
  - Ernest Legrand, sculpteur et peintre français († 26 mars 1912).
- 6 octobre : Georges Sauveur Maury, peintre français († 22 août 1960).
- 10 octobre : 
  - Auguste Brouet, dessinateur, graveur et illustrateur français († 8 novembre 1941).
  - Nobu Jo, philanthrope chrétienne japonaise († 20 décembre 1959).
- 11 octobre : Gaston Varenne, peintre, graveur et critique d'art français († 30 avril 1949).
- 13 octobre :
  - Blaise Diagne, homme politique sénégalais († 11 mai 1934).
  - Oszkár Glatz, peintre naturaliste hongrois († 23 février 1958).
- 20 octobre : Hassine Bouhageb, médecin, éducateur et promoteur du sport tunisien († 13 mars 1946).
- 21 octobre : Ralph Vaughan Williams, compositeur britannique († 26 août 1958).

### Novembre
- 2 novembre : Georges Dola, peintre français († 9 juillet 1950).
- 4 novembre :  Richard Roundell, homme politique britannique († 5 janvier 1940).
- 5 novembre :
  - Ulisse Caputo, peintre italien († 19 octobre 1948).
  - Dimitrie Hârlescu, peintre roumain († 23 novembre 1925).
- 6 novembre : Michel Frédérick, coureur cycliste suisse († 22 juin 1912).
- 8 novembre : Georg Schnéevoigt, chef d'orchestre et violoncelliste finlandais († 28 novembre 1947).
- 10 novembre : Robert Protin, coureur cycliste belge († 4 novembre 1953).
- 13 novembre : Byam Shaw, peintre, illustrateur et enseignant britannique († 26 janvier 1919).
- 17 novembre : Ivan Blinov, calligraphe et peintre-miniaturiste russe puis soviétique († 8 juin 1944).
- 20 novembre : Giuseppe Boano, peintre, graveur, affichiste et illustrateur italien († 1er mai 1938).
- 25 novembre : Henry Massoul, germaniste et italianiste français († 24 septembre 1958).
- 27 novembre : Jean Deville, peintre français († 1951).
- 30 novembre : Achille Cattaneo, peintre italien († 7 janvier 1931).

### Décembre
- 5 décembre : Gheorghe Petrașcu, peintre roumain († 1er mai 1949).
- 7 décembre : Émile Frédéric Jean Baptiste Ragot, peintre et sculpteur français († 26 mai 1942).
- 12 décembre : Heinrich Vogeler, peintre allemand († 14 juin 1942).
- 13 décembre :
  - Léopold Lelée, peintre et illustrateur français († 26 juin 1947).
  - Jan Zoetelief Tromp, peintre hollandais († 28 septembre 1947).
- 14 décembre : Philippe Pourchet,  peintre paysagiste français († 7 mars 1941).
- 15 décembre :
  - Émile Gaudissard, architecte, sculpteur, peintre, lithographe, maître tapissier, décorateur et écrivain français († 29 août 1956).
  - Auguste Roubille, peintre, dessinateur, affichiste, décorateur et caricaturiste français († 6 décembre 1955).
- 16 décembre : Manuel Robbe, peintre et graveur français († 1936).
- 19 décembre : Hans Wagner-Schönkirch, compositeur, chef de chœur, pédagogue et théoricien autrichien († 12 décembre 1940).
- 25 décembre : William Conklin, acteur américain († 31 mars 1935).
- 26 décembre : István Réti, peintre hongrois († 17 janvier 1945).
- 27 décembre : Georg Høeberg, compositeur et chef d'orchestre danois († 3 août 1950).
- 28 décembre : Pío Baroja, écrivain espagnol († 30 octobre 1956).
- 30 décembre : Maurice Biais, peintre, dessinateur et affichiste français († 8 avril 1926).

### Date précise inconnue
- Ottorino Andreini, peintre, illustrateur et affichiste italien († 1943).
- Louis Ferdinand Antoni, peintre et sculpteur français († 1940).
- Lloyd B. Carleton, réalisateur, acteur et producteur américain († 8 août 1933).
- René Maxime Choquet, peintre et sculpteur français († 6 février 1958).
- Marie Duret, peintre et pastelliste française († 1947).
- René Grandjean, footballeur français († ?).
- Darvish Khan, maître de la musique persane († 22 novembre 1926).
- Lazare-Auguste Maquaire, organiste et compositeur français († 1906).
- Gustave Marissiaux, photographe pictorialiste belge († 1929).
- David Matalon, homme politique grec († 9 octobre 1931).
- Eduardo Torres, organiste, maître de chapelle, chef de chœur, compositeur et critique musical espagnol († 1934).
- Émile Vernon, peintre français († 1919).
- Emily Wynne, artiste textile et romancière irlandaise († 12 juin 1958).
- Loudovíkos Spinéllis, chef d'orchestre et compositeur grec († 1904).

### Vers 1872
- George Edwardes-Hall, scénariste, réalisateur, monteur et acteur américain († 1er juillet 1922).

## Décès en 1872

### Janvier
- 8 janvier : Joaquim José Rodrigues Torres, homme d'État et journaliste brésilien (° 13 décembre 1802).
- 12 janvier : Ulysse Darracq, botaniste, pharmacien et naturaliste français († 12 janvier 1872).
- 13 janvier : Hippolyte Dominique Holfeld, peintre français (° 22 novembre 1804).
- 21 janvier : Félix-Hippolyte Lanoüe, peintre paysagiste français (° 14 octobre 1812).
- 26 janvier : Jules-Antoine Droz, peintre et sculpteur français (° 12 mars 1804).

### Février
- 17 février : José Burgos, missionnaire espagnol aux Philippines (° 9 février 1837).
- 24 février : Auguste Salzmann, photographe français (° 14 avril 1824).
- 29 février : François Debon, peintre français (° 2 décembre 1816).

### Mars
- 6 mars : Alfred Hage, riche marchand, homme politique, propriétaire terrien, mécène et philanthrope danois (° 31 décembre 1803).
- 10 mars : Giuseppe Mazzini, révolutionnaire et patriote italien (° 22 juin 1805).
- 20 mars : William Wentworth, poète, explorateur, journaliste et homme politique britannique (° 13 août 1790).
- 23 mars :  Leberecht Uhlich, théologien allemand (° 27 février 1799).

### Avril
- 2 avril : Samuel Morse, scientifique américain, développeur d'un télégraphe électrique et d'un alphabet qui portent tous deux son nom (° 27 avril 1791).
- 20 avril : Ljudevit Gaj, écrivain et homme politique croate (° 8 août 1809).

### Mai
- 2 mai : Maximilian von Schwerin-Putzar, propriétaire terrien et homme politique prussien (° 30 décembre 1804).
- 6 mai :
  - George Robert Gray, zoologiste et écrivain britannique (° 8 juillet 1808).
  - Giulio Regondi, guitariste, concertiniste et compositeur italien (° 1822).
  - Johann Nepomuk Reithoffer (de), industriel autrichien, qui fabriqua en 1811 les premiers produits en caoutchouc. (° 13 avril 1781).
- 9 mai : Georg Ludwig von Maurer, homme politique bavarois (° 2 novembre 1790).
- 11 mai : Thomas Buchanan Read, poète et portraitiste américain (° 12 mars 1822).
- 25 mai : Luigi Vercillo (it), politicien italien (° 4 mai 1793).

### Juin
- 4 juin : Stanislaw Moniuszko, compositeur et directeur de théâtre polonais (° 5 mai 1819).
- 10 juin : Simon Jacques Rochard, peintre français (° 28 décembre 1788).

### Juillet
- 9 juillet : Gontran Borys, journaliste et romancier français (° 4 novembre 1828).
- 11 juillet : Antonio Boldini, peintre italien (° 14 novembre 1799).
- 14 juillet : José María Ponce, matador espagnol (° 31 mars 1830).

### Août
- 5 août : Charles-Eugène Delaunay, astronome et mathématicien français (° 9 avril 1816).
- 7 août : Gustav Emil Devrient, comédien allemand (° 4 septembre 1803).
- 8 août : Heinrich Abeken, théologien évangéliste et homme politique allemand (° 19 août 1809).
- 11 août : Andrew Smith, médecin-militaire et zoologiste britannique (° 3 décembre 1797).
- 14 août : Maurice de Vaines, peintre français (° 2 mars 1815).
- 19 août : Albert de Balleroy, peintre français (° 15 août 1828).
- 20 août : Eugène Prévost, chef d'orchestre et compositeur français (° 23 avril 1809).

### Septembre
- 16 septembre : Edme-Jean Pigal, peintre de genre, dessinateur, graveur et lithographe français (° 2 février 1798).

### Octobre
- 12 octobre : Pierre-Roch Vigneron, graveur et peintre français (° 16 août 1789).
- 23 octobre : Théophile Gautier, poète, romancier et critique d'art français (° 30 août 1811).

### Novembre
- 5 novembre : Thomas Sully, peintre américain (° 9 juin 1783).
- 23 novembre : Félix Voisin, psychiatre français (° 19 novembre 1794).
- 25 novembre : Ange-Louis Janet, peintre, illustrateur, lithographe et graveur français (° 26 novembre 1811).
- 30 novembre : Polyclès Langlois, graveur, dessinateur et peintre français (° 29 septembre 1814).

### Décembre
- 14 décembre :
  - Pierre Adrien Graillon, sculpteur, dessinateur, peintre, lithographe et écrivain français (° 19 septembre 1807).
  - John Frederick Kensett, peintre et graveur américain (° 22 mars 1816).
- 21 décembre : Robert Scott Duncanson, peintre américain et canadien (° 1821).
- 22 décembre :
  - Jakob Becker, peintre, graveur et lithographe allemand (° 15 mars 1810).
  - Charles de Tournemine, peintre orientaliste et paysagiste français (° 25 octobre 1812).
- 23 décembre : George Catlin, peintre américain (° 26 juillet 1796).

### Date inconnue
- Johann Gottlieb Wenig, peintre russe (° 30 juillet 1837).